# Ялина східна
{{#ifeq:0|0|{{#if:|{{#if:Piceaorientalis|[[]}}|}}}}
Ялина східна або смерека східна (Picea orientalis) — вид хвойних дерев родини соснові (Pinaceae).

## Поширення
Ялина східна — типова гірська рослина, що живе зазвичай на висоті від 1000 до 2500 м. Тільки по вологих прохолодним тінистим ущелинах ця ялина спускається іноді до 200 м над рівнем моря. Поширена вона в основному на заході Великого Кавказу, як на північних його схилах, так і в Закавказзі, доходячи на схід майже до Тбілісі. Південна і південно-західна межі ялини східної лежать в Анатолії (Туреччина). Ялина утворює чисті або змішані з ялицею Нордмана (Abies nordmaniana) деревостани.

## Опис
Дерева високі, що часто досягають висоти 65 м. Має вузько-конічну крону та короткі листки (4–8 мм завдовжки).
Особливо ефектні ялинники з так званим колхідським типом підліска з вічнозелених чагарників або невеликих дерев — лавровишні, падуба, рододендронів. Як і всі ялини, вона дуже тіньовитривала. Більш того, підріст цієї ялини майже абсолютно не виносить прямого сонячного освітлення і, мабуть, ще більший тіньолюбний, ніж у ялини європейської. Регулярно утворюючи насіння, що відрізняються високою схожістю, ялина східна добре відновлюється, причому може поселятися на найкрутіших скелястих схилах.